# Ben Williams

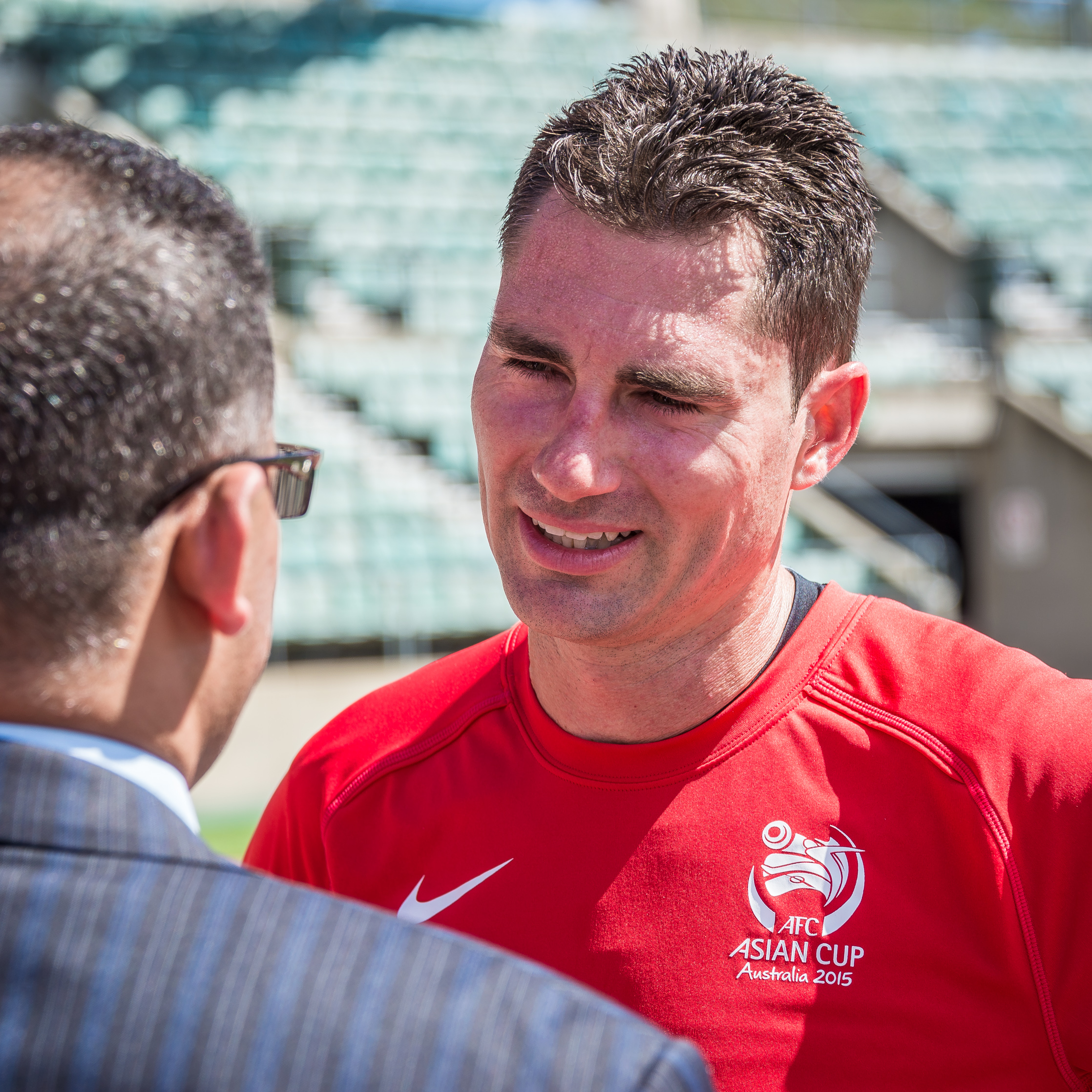

Benjamin ("Ben") Jon Williams (Canberra, 14 april 1977) is een Australisch voetbalscheidsrechter. Van beroep is Williams leerkracht in een school in Hawker, Canberra.
Hij fluit onder andere in de Australische A-League en sinds 2005 ook voor de FIFA. Op de AFC Champions League 2007 en 2008 mocht hij enkele wedstrijden regelen en ook op andere grote, internationale toernooien zoals de Olympische Spelen van 2012 in Londen.
In maart 2013 wees de FIFA hem aan als een van de vijftig potentiële scheidsrechters voor het Wereldkampioenschap voetbal 2014 in Brazilië. De AFC nam in zijn voorselectie ook Khalil Al Ghamdi, Alireza Faghani, Ali Al-Badwawi, Ravshan Irmatov, Yuichi Nishimura en Nawaf Shukralla op. Op 15 januari 2014 maakte de wereldvoetbalbond bekend dat hij een van de 25 scheidsrechters op het toernooi zou zijn. Daarbij wordt hij geassisteerd door Matthew James Cream en Hakan Anaz.

## Interlands
| Datum             | Wedstrijd                   | Uitslag          | Competitie                 | Kreeg geel | Kreeg voor de tweede keer geel en dus rood | Weggestuurd |
| ----------------- | --------------------------- | ---------------- | -------------------------- | ---------- | ------------------------------------------ | ----------- |
| 14 juni 2008      | Singapore – Saoedi-Arabië   | 0 – 2            | Kwalificatie WK 2010       | 5          | 0                                          | 0           |
| 22 juni 2008      | Jordanië – Turkmenistan     | 2 – 0            | Kwalificatie WK 2010       | 3          | 0                                          | 0           |
| 11 februari 2009  | Iran – Zuid-Korea           | 1 – 1            | Kwalificatie WK 2010       | 4          | 0                                          | 0           |
| 10 juni 2009      | Zuid-Korea – Saoedi-Arabië  | 0 – 0            | Kwalificatie WK 2010       | 5          | 1                                          | 0           |
| 21 januari 2009   | Maleisië – V.A.E.           | 0 – 5            | Kwalificatie Azië Cup 2011 | 3          | 0                                          | 0           |
| 14 november 2009  | Vietnam – Syrië             | 0 – 1            | Kwalificatie Azië Cup 2011 | 3          | 0                                          | 0           |
| 6 januari 2010    | Thailand – Jordanië         | 0 – 0            | Kwalificatie Azië Cup 2011 | 4          | 0                                          | 0           |
| 8 januari 2011    | Koeweit – China             | 0 – 2            | Azië Cup 2011              | 3          | 0                                          | 1           |
| 28 juli 2011      | Indonesië – Turkmenistan    | 4 – 3            | Kwalificatie WK 2014       | 6          | 1                                          | 0           |
| 11 oktober 2011   | Japan – Tadzjikistan        | 8 – 0            | Kwalificatie WK 2014       | 1          | 0                                          | 0           |
| 11 november 2011  | Jordanië – Singapore        | 2 – 0            | Kwalificatie WK 2014       | 0          | 0                                          | 0           |
| 29 juli 2012      | Mexico - Gabon              | 2 – 0            | Olympische Spelen 2012     | 2          | 1                                          | 0           |
| 1 augustus 2012   | Spanje - Marokko            | 0 – 0            | Olympische Spelen 2012     | 3          | 0                                          | 0           |
| 11 september 2012 | Oezbekistan – Zuid-Korea    | 2 – 2            | Kwalificatie WK 2014       | 2          | 0                                          | 0           |
| 22 maart 2013     | China – Irak                | 1 – 0            | Kwalificatie Azië Cup 2015 | 5          | 1                                          | 0           |
| 4 juni 2013       | Libanon – Zuid-Korea        | 1 – 1            | Kwalificatie WK 2014       | 3          | 1                                          | 0           |
| 28 juli 2013      | Zuid-Korea – Japan          | 1 – 2            | Vriendschappelijk          | 6          | 0                                          | 0           |
| 10 september 2013 | Oezbekistan – Jordanië      | 1 – 1            | Kwalificatie WK 2014       | 5          | 0                                          | 0           |
| 20 juni 2014      | Honduras – Ecuador          | 1 – 2            | WK 2014                    | 5          | 0                                          | 0           |
| 26 juni 2014      | Zuid-Korea – België         | 0 – 1            | WK 2014                    | 2          | 0                                          | 1           |
| 29 juni 2014      | Costa Rica – Griekenland    | 1 – 1 (5–3 n.s.) | WK 2014                    | 7          | 1                                          | 0           |
| 13 november 2014  | Saoedi-Arabië – Qatar       | 1 – 1            | Golf Cup of Nations        | 6          | 0                                          | 0           |
| 20 november 2014  | Koeweit – Oman              | 0 – 5            | Golf Cup of Nations        | 4          | 0                                          | 0           |
| 11 januari 2015   | Iran – Bahrein              | 2 – 0            | Azië Cup                   | 2          | 0                                          | 0           |
| 18 januari 2015   | Oezbekistan – Saoedi-Arabië | 3 – 1            | Azië Cup                   | 7          | 0                                          | 0           |
| 23 januari 2015   | Iran – Irak                 | 3 – 3 (6–7 n.s.) | Azië Cup                   | 9          | 1                                          | 0           |
| 27 maart 2015     | Japan – Tunesië             | 2 – 0            | Vriendschappelijk          | 3          | 0                                          | 0           |
| 24 mei 2015       | Thailand − Vietnam          | 1 − 0            | Kwalificatie WK 2018       | 4          | 1                                          | 0           |
| 24 maart 2016     | V.A.E. − Palestina          | 2 − 0            | Kwalificatie WK 2018       | 8          | 1                                          | 0           |
| 6 oktober 2016    | Oezbekistan − Iran          | 0 − 1            | Kwalificatie WK 2018       | 2          | 0                                          | 0           |

## Carrière
- A-League 2005/06 – 16 wedstrijden
- A-League 2006/07 – 12 wedstrijden
- A-League 2007/08 – 16 wedstrijden
- A-League 2008/09 – 16 wedstrijden
- A-League 2009/10 – 21 wedstrijden
- A-League 2010/11 – 15 wedstrijden
- A-League 2011/12 – 12 wedstrijden
- A-League 2012/13 – 12 wedstrijden
- A-League 2013/14 – 18 wedstrijden
- AFC Cup 2007 – 2 wedstrijden
- AFC Champions League – 30 wedstrijden

 Joel Aguilar ·  Felix Brych ·  Cüneyt Çakır ·  Noumandiez Doué ·  Jonas Eriksson ·  Bakary Gassama ·  Mark Geiger ·  Djamel Haimoudi ·  Ravshan Irmatov ·  Björn Kuipers ·  Peter O'Leary ·  Milorad Mažić ·  Yuichi Nishimura ·  Enrique Osses ·  Néstor Pitana ·  Pedro Proença ·  Sandro Ricci ·  Nicola Rizzoli ·  Marco Rodríguez ·  Wilmar Roldán ·  Nawaf Shukralla ·  Carlos Velasco Carballo ·  Carlos Vera ·  Howard Webb ·  Ben Williams
Reserves:  Sidi Alioum ·  Víctor Carrillo ·  Alireza Faghani ·  Norbert Hauata ·  Walter López ·  Svein Oddvar Moen ·  Roberto Moreno